# Sherin Francis

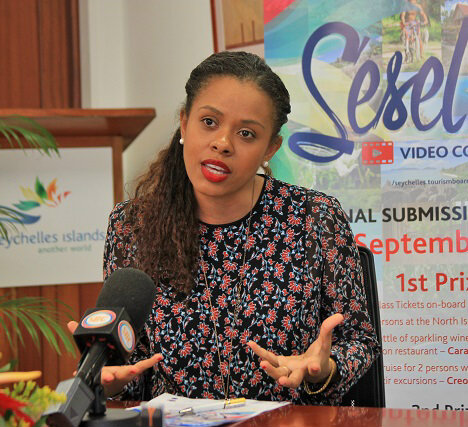
Sherin Naiken

Sherin Francis (geb. 30. März 1984 in Anse Royale, Mahé, Seychellen) ist eine Wirtschaftswissenschaftlerin und Finanzexpertin auf den Seychellen. Sie ist seit April 2021 die Principal Secretary des Tourism Department (Tourismusbehörde) unter dem Ministerium für Außenangelegenheiten und Tourismus. Zuvor war sie Chief Executive Officer des Seychelles Tourism Board. Unter ihrer Leitung kam es zu einer starken Entwicklung des Tourismus durch spezifische Kampagnen für besondere Märkte wie zum Beispiel das Vereinigte Königreich.

## Leben

### Jugend und Ausbildung
Sherin Francis geb. Naiken wuchs im Distrikt Anse Royale von Mahé auf, wo sie auch ihre Schulbildung erhielt. Sie erwarb einen B.Sc in Economics and Business Studies an der University of Manchester, England, sowie einen M.Sc in Finance an der University of London.

### Karriere
2006 begann Sherin am Ministry of National Development zu arbeiten als Industrial Officer. Sie wurde bis zur Direktorin für Investment Promotion befördert. Im Juli 2013 wurde sie zum CEO (Chief Executive Officer) des Seychelles Tourism Board berufen, wo sie Elsia Grandcourt ablöste.
2015 blieb sie hinsichtlich der Tourismusaussichten der Inseln optimistisch und führte den Anstieg der Besucherzahlen auf die Wirtschaftsreformen der Regierung zu Beginn des Jahres zurück. Insbesondere aus Großbritannien und Frankreich waren mehr Touristen gekommen. Sie verband dies mit einer Marketingkampagne, die unter ihrer Führung vom Tourismusverband durchgeführt wurde, mit dem Slogan „Luxus in Reichweite“ („luxury within reach“), welche sich an potenzielle Besucher im Vereinigten Königreich richtete. Um diese Arbeit weiter zu fördern, trat sie in Interviews mit der BBC, dem Daily Telegraph und CNN auf.

## Leben
Sie ist mit Marco Francis verheiratet, einem Geschäftsmann und ehemaligen Vorsitzenden der Industrie- und Handelskammer der Seychellen. Zusammen haben sie zwei Kinder.